# Lowrider (fiets)
Een lowrider (laagrijder) is een type fiets dat geïnspireerd is op de lowriderautocultuur.
Het zijn aangepaste fietsen, waarbij onder andere het stuur hoger gezet is en de wielen van extra spaken zijn voorzien. Net als bij de auto's worden ook voor deze fietsen shows gehouden.
De fietsen zijn vaak voorzien van een geveerde, gebogen voorvork waardoor het crankgedeelte lager bij de grond komt.
Het komt ook al voor dat er hydraulische componenten worden toegepast op de fiets, zodat hij ook kan opspringen.
De lowriderfietsen zijn ook als verlengde uitvoering te krijgen, met aanzienlijk langere frames dan de doorsnee lowriderfietsen.